# 光萼谷精草
光萼谷精草（学名：Eriocaulon leianthum）为谷精草科谷精草属下的一个种。

## 扩展阅读
- 維基物種上的相關：光萼谷精草